# Абу'л-Фаваріс Ахмед ібн-Алі
Абу'л-Фаваріс Ахмед ібн-Алі ібн аль-Іхшид (*أبو الفوارس أحمد بن علي بن الإخشيد, д/н —969) — валі Єгипту, південної Сирії та Хіджазу 968—969 років.

## Життєпис
Походив з династії Іхшидів. Син Абу'л-Хасан Алі. Після отруєння батька у 966 році Абу'л-Фаваріс деякий час мешкав у своєму палаці під суворою охороною. Після смерті валі Кафура у 968 році успадкував владу.
Спочатку фактичну владу перебрав візир Джаафар ібн аль-Фурат, але не зміг здобути підтримку у війська, де посилилася пропаганда ісмаїлітів. Восени 968 року опікуном його став аль-Хасан ібн Убайдулла ібн Тугдж, валі Палестини, що не мав великого впливу. Разом з тим на монетах карбувалося ім'я аль-Хасана нарівні з іменем Абу'л-Фаваріса.
У грудні 968 року кармати завоювали Сирію. У той же час із заходу до Єгипту вдерлися війська фатімідського халіфа ал-Муїзза, очолювані талановитим воєначальником Джаухаром ар-Румі аль-Сікіллі. Війська Іхшідідів зазнали поразки. У червні 969 року упав Фустат, після чого держава Іхшідидів припинила своє існування.
Абу'л-Фаваріс Ахмед ібн-Алі було захоплено у полон й відправлено до Магрибу, де той помер у 987 році.